# Lena Nitro
Lena Nitro (Berlín, 16 de junio de 1987) es una actriz pornográfica alemana.

## Biografía
Entró en la industria pornográfica en 2009, a los 22 años, gracias al interés que había despertado en ella el ambiente de los clubes de swingers. Hasta la actualidad, ha trabajado con productoras europeas. Muchas de ellas alemanas y otras francesas, como Videorama, Puaka, Magma, Inflagranti, Woodman Entertainment o Marc Dorcel Fantasies.
Ha participado en diversos shows y números eróticos en Alemania y Austria en compañía de Jana Bach y Vivian Schmitt.
En 2010, portales web alemanes como Coupé, Happy Weekend, tripple.net o Bild la proclamaron como la próxima gran estrella del porno germana.
Ese año, se alzó en los Eroticline Awards de la industria pornográfica alemana con el premio a la Estrella emergente del año.
Ganó durante dos años consecutivos el premio a la Mejor actriz en los Premios Venus.
Algunas películas de su filmografía son Obedient Wives, An die Arbeit du Arsch, Auf geht's, Blonde Biester, Doppelte Lust, Flatrate-Ficken, Heisse Traume, Pure Lust, Sundige Insel, o Vorhang auf.
Ha grabado más de 100 películas como actriz.

## Premios y nominaciones
| Año  | Ceremonia            | Resultado | Premio                     | Trabajo |
| ---- | -------------------- | --------- | -------------------------- | ------- |
| 2010 | Eroticline Awards    | Ganadora  | Estrella emergente del año | —       |
| 2011 | Venus Award          | Ganadora  | Mejor progreso excepcional | —       |
| 2012 | Venus Award          | Ganadora  | Mejor actriz               | —       |
| 2012 | Erotic Lounge Awards | Ganadora  | Mejor actriz               | —       |
| 2013 | Sign Awards          | Ganadora  | Mejor actriz internacional | —       |
| 2013 | Venus Award          | Ganadora  | Mejor actriz               | —       |
| 2017 | DVDErotik Awards     | Ganadora  | Artista alemana del año    | —       |
| 2017 | Venus Award          | Ganadora  | Mejor actriz europea       | —       |